# 萬斛
萬斛（1457年—？年），字以虛，四川成都府崇慶州人，民籍，治《書經》，明朝政治人物。

## 生平
四川鄉試第二十三名舉人。弘治十五年（1502年）中式壬戌科會試第五十三名，三甲第一百零七名進士。歷官户部郎中，正德十二年（1517年）十二月升廣西布政使司左參議。

## 家族
曾祖萬文斌；祖父萬昱，贈知州；父萬弼，教諭。母朱氏。